# Sopropo

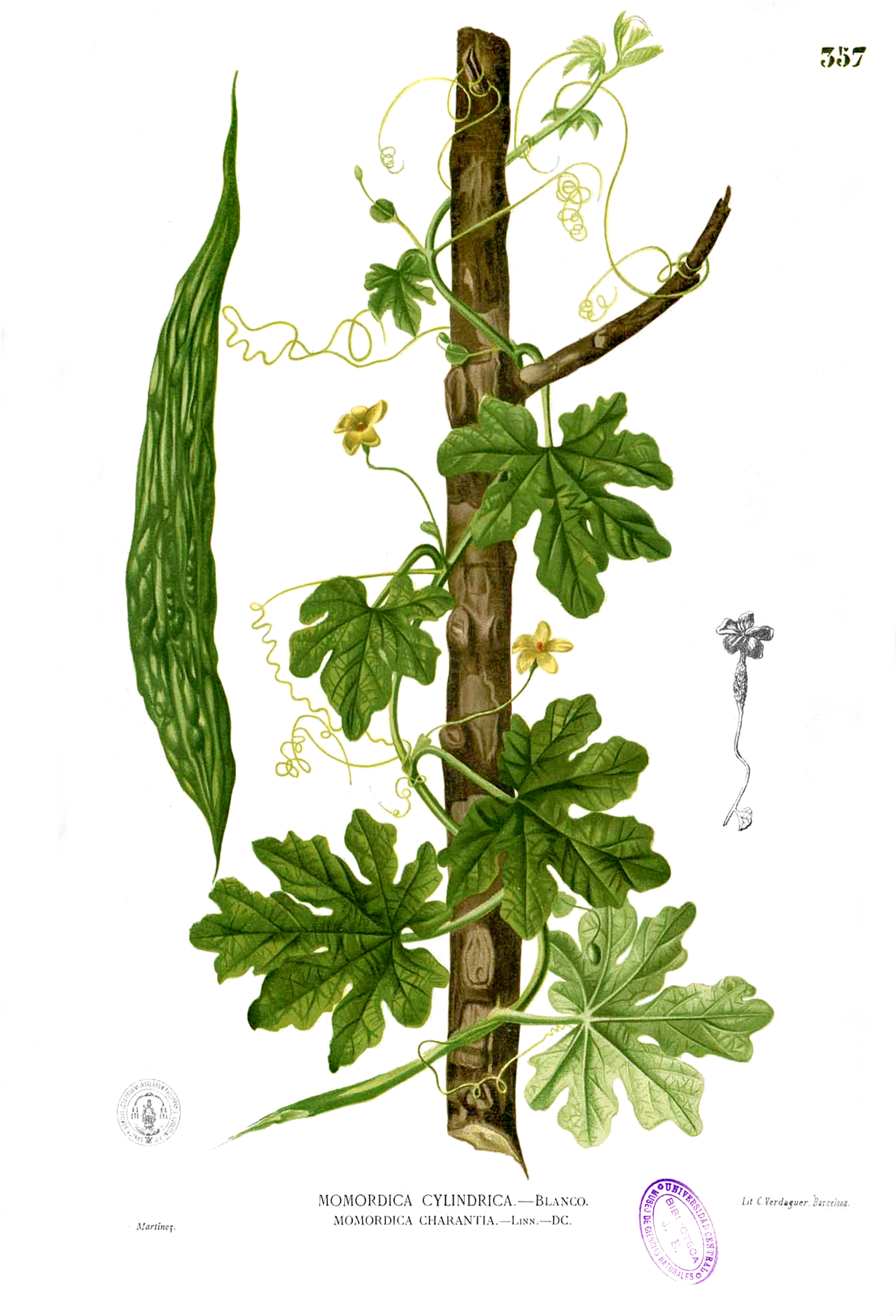
Botanische afbeelding

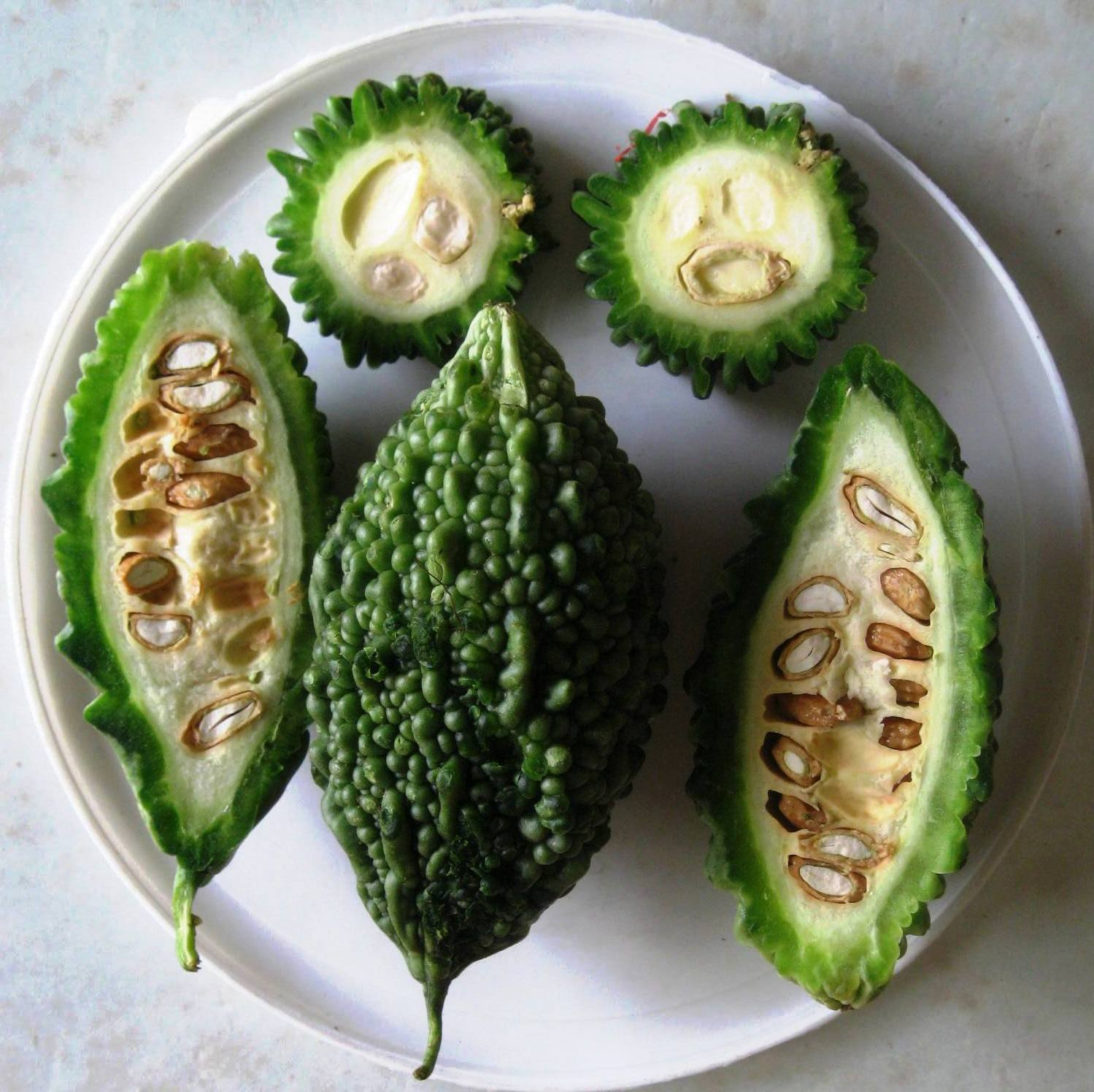
Een volledige sopropo met twee gehalveerde en twee dwarsdoorsneden

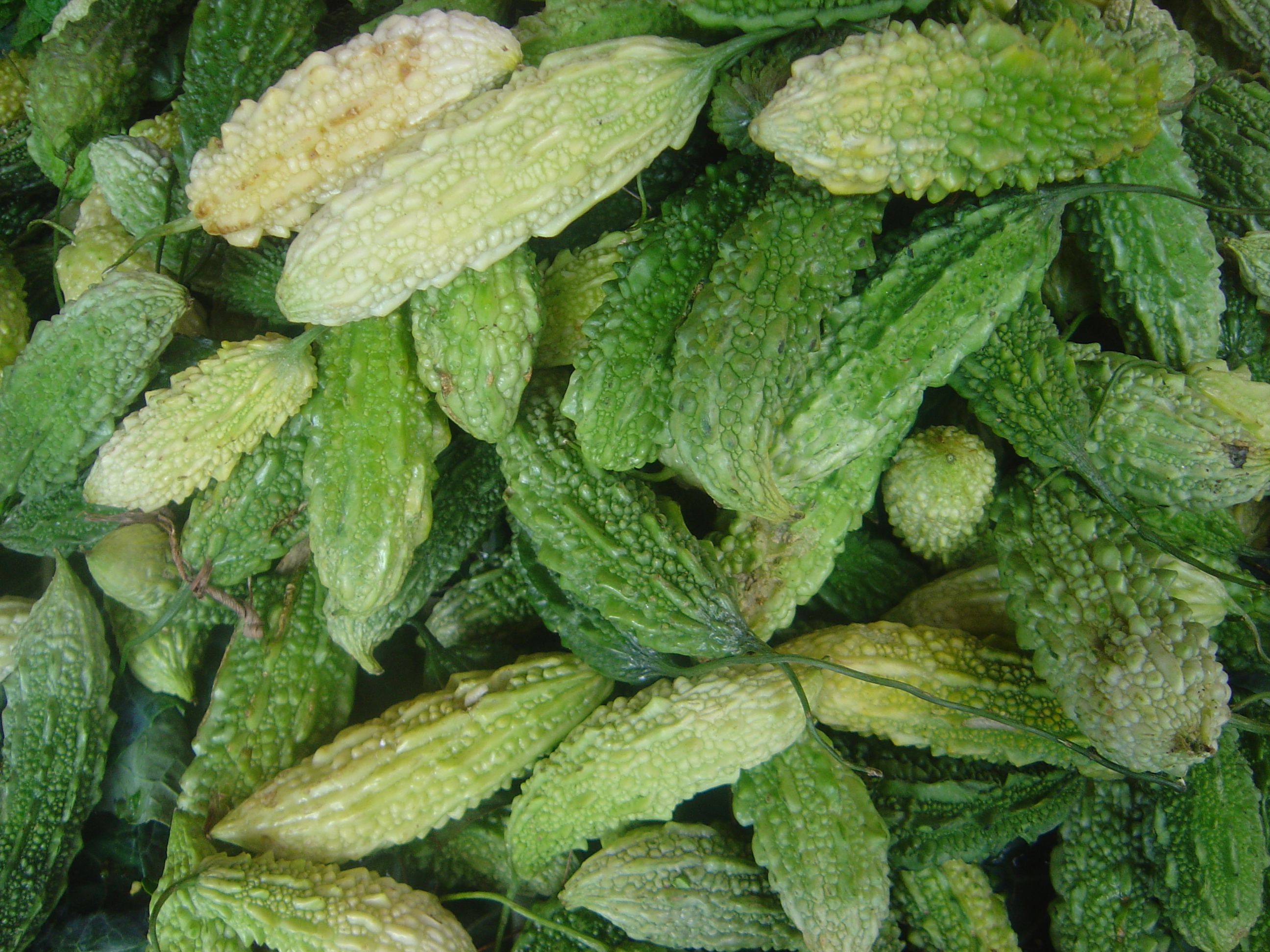
Een andere verschijningsvorm van de sopropo

De sopropo (Surinaams), balsempeer, bittermeloen of paré (Momordica charantia) is een overblijvende, in cultuur eenjarige, eenhuizige, kruidachtige, snelgroeiende klimplant uit de komkommerfamilie (Cucurbitaceae). De tot 10 m lange groeischeuten zijn vijfkantig en in de lengterichting gegroefd. De plant heeft enkelvoudige ranken, die uit de zijkant van de stengelknopen ontspringen. De afwisselend geplaatste bladeren zijn 2,5-10 × 3-12 cm groot en hebben drie tot negen uitgesproken lobben. De 3 cm grote, gele, eenslachtige bloemen staan solitair in de bladoksels. Ze openen zich maar voor een dag.
De hangende, onrijp groene vrucht heeft een wrattige schil. De vruchten zijn zeer variabel van grootte (3-40 × 2-8 cm groot) en van vorm. Rijpe vruchten verkleuren naar geel tot oranje en klappen driekleppig open, waarbij rode zaadmantels tevoorschijn komen. Net als bij komkommers zijn het de onrijpe vruchten die worden gegeten. Het vruchtvlees van voor consumptie geschikte vruchten is wit of bleekgroen, sappig en smaakt bitter. De vrucht bevat vele tot 1,5 cm grote zaden. Wanneer de vrucht rijp is, of begint te rijpen, worden de zaadjes rood van kleur. Dit gedeelte is giftig: de maag kan erdoor van streek raken en het kan misselijkheid veroorzaken. Daarom wordt het rode gedeelte altijd verwijderd wanneer er sap van gemaakt wordt. Hierna is het perfect drinkbaar. Vóór het koken wordt vaak de stof die de bittere smaak veroorzaakt (momordicine), weggehaald door de vrucht een aantal uur in zout water te laten weken. Hierna kunnen de vruchten worden gekookt, gestoofd of in de oven worden bereid. Kleinere vruchten worden ook wel zoetzuur ingelegd. Ook jonge scheuten, bladeren en bloemen worden wel als groente gegeten.
De sopropo komt van oorsprong uit tropisch Azië. De soort wordt onder andere in warme gebieden in Zuid- en Zuidoost-Azië, in China, in tropisch Zuid-Amerika (onder andere in Suriname) en in het Caribisch gebied gekweekt. In Nederland worden de vruchten te koop aangeboden in toko's, de beter gesorteerde supermarkten in de grote steden en op markten in de grote steden.